# 石川県教員総合研修センター
石川県教員総合研修センター（いしかわけんきょういんそうごうけんしゅうセンター、英称：Ishikawa Faculty Comprehensive Training Center ）は、石川県が設置する教育関係職員の研修および教員養成に関することを行う機関である。

## 概要・事業
石川県教員総合研修センターは、石川県における教育に関する諸問題の研究調査および教育職員の現職教育などを行うため1973年前身の石川県理科教育センターと石川県教育研究所を廃止して設置された石川県教育センターが、2017年に改組されて設置された機関である。

## 所在地
- 石川県教員総合研修センター - 石川県金沢市高尾町ウ31-1

## 沿革
- 1949年（昭和24年）4月 - 教育委員会規則に基づき石川県教育研修所を設置
- 1957年（昭和32年）3月 - 石川県教育研修所は条例により教育機関となる
- 1963年（昭和38年）4月 - 条例改正により石川県理科教育センターを設置。また、石川県教育研修所を石川県教育研究所と改称。
- 1973年（昭和48年）4月 - 石川県理科教育センターと石川県教育研究所が廃止・統合され、石川県教育センターを設置。
- 2017年（平成29年）4月 - 条例改正により石川県教員総合研修センターとなる[2][1]。
- 2021年（令和3年）4月 - GIGAスクールサポート課を設置。

## 組織
- 総務・広報課
- リーダー養成研修課
- 自主研修サポート課
- 基本研修課
- GIGAスクールサポート課
- 教育相談課